# Neotropidion
Neotropidion is een kevergeslacht uit de familie van de boktorren (Cerambycidae). De wetenschappelijke naam van het geslacht werd voor het eerst geldig gepubliceerd in 1968 door Martins.

## Soorten
Neotropidion omvat de volgende soorten:
- Neotropidion nodicolle (Dalman, 1823)
- Neotropidion pulchellum Martins, 1968